# 1901 en science-fiction
| Années de la science-fiction : 1898 - 1899 - 1900 - 1901 - 1902 - 1903 - 1904    |
| Décennies de la science-fiction : 1870 - 1880 - 1890 - 1900 - 1910 - 1920 - 1930 |

L'année 1901 est marquée, en matière de science-fiction, par les événements suivants.

## Naissances et décès

### Naissances
- 27 avril : Frank Belknap Long, écrivain américain, mort en 1994.
- 18 octobre : Paul Alfred Müller, écrivain allemand, mort en 1970.

## Prix
La plupart des prix littéraires de science-fiction actuellement connus n'existaient alors pas.

## Parutions littéraires

### Romans
- Le Nuage pourprepar Matthew Phipps Shiel.
- Les Premiers Hommes dans la Lune par H. G. Wells.

### Nouvelles
- Le Voyage par J.-H. Rosny aîné.

## Sorties audiovisuelles

### Films
- An Over-Incubated Baby par Walter R. Booth.